# John Parke Custis

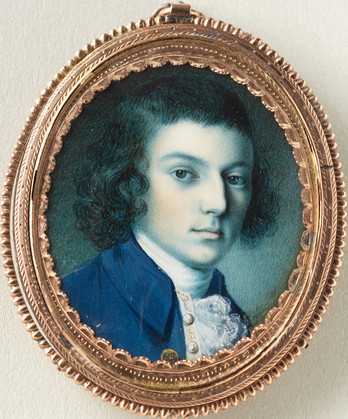
John Parke Custis

John Parke Custis („Jacky“) (* 27. November 1754; † 5. November 1781 in New Kent County) war ein Pflanzer aus Virginia und der Stiefsohn von George Washington.

## Leben
Er wurde wahrscheinlich auf der Plantage seiner Eltern White House in New Kent County, Virginia geboren. Er war der Sohn von Daniel Parke Custis, einem wohlhabenden Pflanzer und Martha Dandridge Custis. Nach dem Tod seines Vaters im Jahre 1757 erbte er fast 18.000 Acres (73 km²) Land und zahlreiche Sklaven. Im Jahr 1759 heiratete seine Mutter George Washington und zog mit ihren Kindern nach Mount Vernon. Custis besuchte 1773 für kurze Zeit das King’s College (die später Columbia University).
Am 3. Februar 1774 heiratete Custis Eleanor Calvert. Eleanor war die zweitälteste Tochter von Benedikt Swingate Calvert, dem Sohn von Charles Calvert, 5. Baron Baltimore und dessen Frau Elizabeth Butler Calvert. Zu diesem Zeitpunkt besaß Custis nach einem Brief Washingtons 15.000 Morgen Land bei Williamsburg (Counties York, Hanover, Northampton und New Kent), Grundstücke in Williamsburg selbst und zwischen 200 und 300 Sklaven. In der Grafschaft New Kent allein besaß er die Plantagen Rockahock, Brick House, Old Quarter, Harlow's und White House.
Das Land, auf dem heute der Arlington National Cemetery liegt, war in seinem Besitz.
Das Paar zog nach der Hochzeit auf die Plantage White House. Nachdem sie über zwei Jahre in White House gelebt hatten, kaufte John Parke Custis die Abingdon Plantage, wohin das Paar 1778 umzog. Von ihren sieben Kindern erreichten vier das Erwachsenenalter:
- Elizabeth Parke Custis Law, „Eliza“, (1776–1831) ⚭ Thomas Law
- Martha Parke Custis Peter, „Patsy“, (1777–1854) ⚭ Thomas Peter
- Eleanor Parke Custis Lewis, „Nelly“, (1779–1852) ⚭ Lawrence Lewis
- George Washington Parke Custis, „Wash“ (1781–1857) ⚭ Mary Lee Fitzhugh

Custis saß von 1778 bis 1781 im Abgeordnetenhaus von Virginia. Er diente als Flügeladjutant Washingtons während der Belagerung von Yorktown. Er soll gesagt haben, dass er nicht den Ehrgeiz seines Stiefvaters teile. Im Lager bekam er Fieber und starb in New Kent County kurz nach der Kapitulation von Cornwallis. Er wurde in York County in der Nähe von Williamsburg bestattet.